# Phare de Marquette Harbor

Le phare de Marquette Harbor (en anglais : Marquette Harbor Light), est un phare du lac Supérieur situé à l'entrée du port de Marquette dans le comté de Marquette, Michigan.
Ce phare est inscrit au Registre national des lieux historiques depuis le 19 juillet 1984 sous le n° 84001803.

## Historique
Pour aider à la navigation vers les quais à minerai du port, le Congrès a approuvé des fonds pour construire un premier feu de port. Sa construction a eu lieu en 1852 et a été mis en service en juin 1853. Cependant, la structure initiale s'est rapidement détériorée et des fonds ont été approuvés en 1865 pour une tour de remplacement.
En 1875, le Corps du génie de l'armée des États-Unis a construit un brise-lames de 610 m de long pour réduire la force du vent et des vagues dans le port de Marquette. Une forte tempête a détruit la lumière d'origine en 1889. Un nouveau phare a été érigé sur un berceau en béton à l'extrémité sud du brise-lames.
Le phare d'origine comprenait sept Lewis lamp (en) de 360 mm et un petit logement attenant construit avec des matériaux similaires à ceux de la tour. En 1853, l'United States Lighthouse Board a été créé et une mise à niveau majeure du système a entraîné l'installation d'une lentille Fresnel française du sixième ordre en 1856. La nouvelle lentille était visible jusqu'à 10 milles marins (19 km). En raison des conditions météorologiques, l'installation, l'entretien et le fonctionnement d'une corne de brume faisaient partie intégrante de la station.
La construction de la structure actuelle a commencé en 1865. C'est une maison à un étage et demi comme le phare de Granite Island ou le phare des îles Huron. Il comprend un ensemble d'escaliers en colimaçon en fonte serpentant du premier étage à la lanterne centrée sur la galerie carrée au sommet de la tour, une lanterne décagonale en fonte a été installée et une nouvelle lentille de Fresnel fixe du quatrième ordre a été assemblé au sommet de son socle en fonte. La tour est attachée à une résidence de gardien de phare. Le phare a été électrifié en juillet 1899.
La zone avait trois signaux de brouillard, le plus fort étant dans le bâtiment des signaux de brouillard et un dans chaque brise-lames. Chacun avait son propre ton distinct. Le site était considéré comme difficile et le personnel vivait des conditions peu acceptables. En 1882, après 29 ans d'activité, dix gardiens avaient été soit démis de leurs fonctions, soit démissionnaires.
En 1891, une station de l'United States Life-Saving Service a commencé ses opérations sur le terrain du phare, avec la station située à l'ouest du phare, qui en 1915 est devenu une partie de la Garde côtière américaine. En 1939, l'United States Lighthouse Service a également fusionné sous le contrôle de la US Coast Guard, plaçant toutes les installations sur le terrain sous le même contrôle gouvernemental. Dans le cadre de la Garde côtière américaine, le site est devenu une station de formation pendant la Seconde Guerre mondiale avec jusqu'à 300 recrues vivant dans les différents bâtiments sur le terrain de l'installation. Le poste adjacent de la Garde côtière est toujours actif.
La lentille de Fresnel de quatrième ordre d'origine, qui avait été transférée au Marquette Breakwater Outer Light en 1908, est maintenant également exposée au musée. La lentille actuelle est une balise aérienne DCB-36.

## Statut actuel
En avril 1983, la Garde côtière a démoli le bâtiment des signaux de brume, ne laissant que la fondation. Cette lumière a été inscrite au registre national des lieux historiques en 1984. Elle a également été inscrite à l'inventaire d'État en 1969.
En 2002, un bail de 30 ans a été signé par le Marquette Maritime Museum (en), qui est responsable de l'entretien et du contrôle de l'installation. Dans le cadre de leurs opérations, ils ont rendu le phare disponible pour des visites programmées. À l'occasion du 150e anniversaire du phare, en juillet 2016, la Garde côtière a remis l'acte de propriété à la ville de Marquette. Le phare est ouvert et des visites sont effectuées par le biais du musée maritime de Marquette tous les jours sauf le lundi. Les visites ont lieu à 11h30, 13h00 et 14h30 de la mi-mai à la mi-octobre.

## Description
Le phare  est une tour quadrangulaire en brique de 12 m de haut, avec une  galerie et une lanterne, au pignon d'une maison de gardien en brique. Le bâtiment est totalement rouge, sauf la lanterne qui est blanche avec un toit rouge.
Il émet, à une hauteur focale de 24 m, un éclat blanc par période de 10 secondes. Sa portée est de 10 milles nautiques (environ 19 km).
Identifiant : ARLHS : USA-477 ; USCG :  7-14630 .

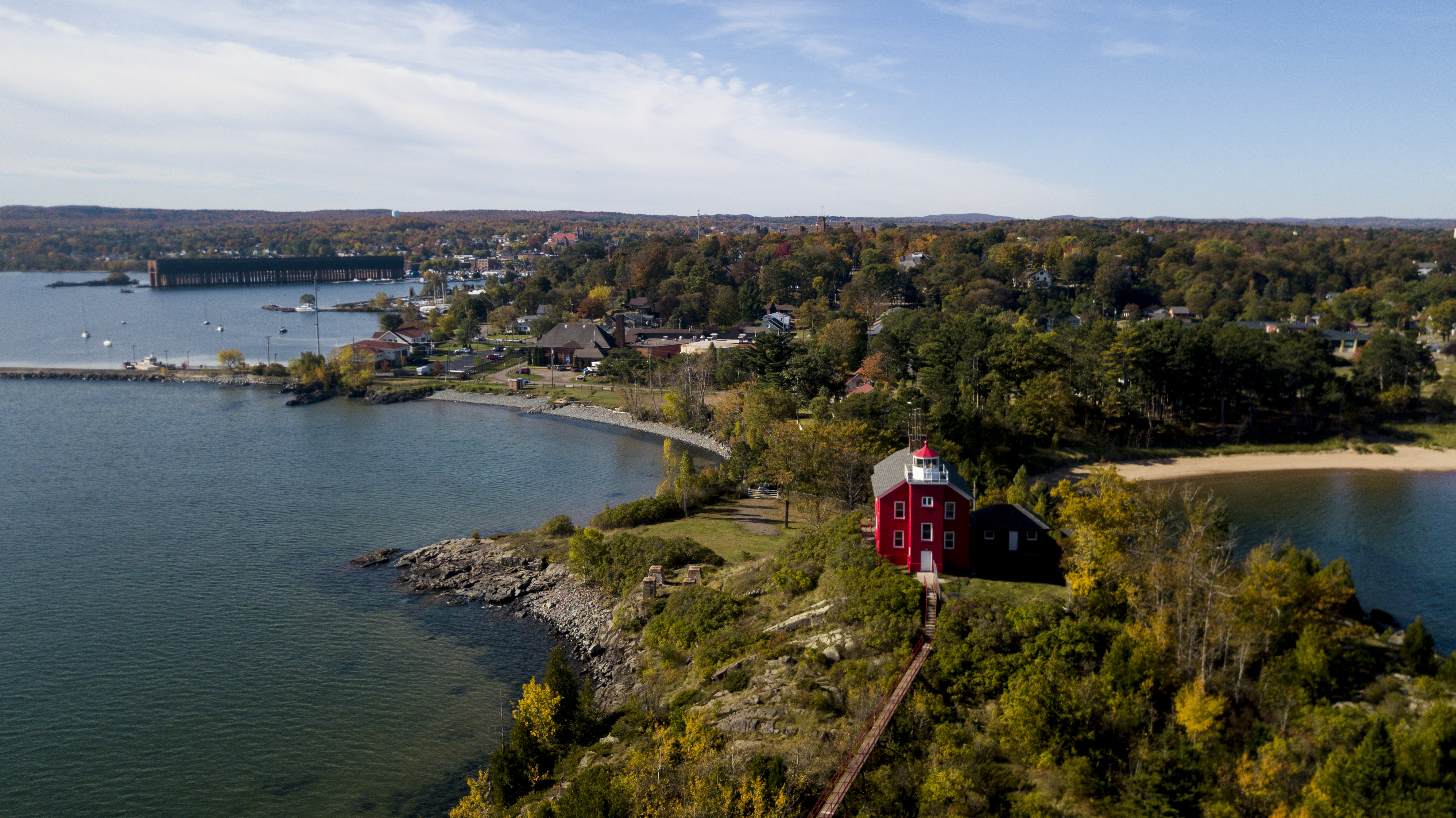
Marquette Harbor
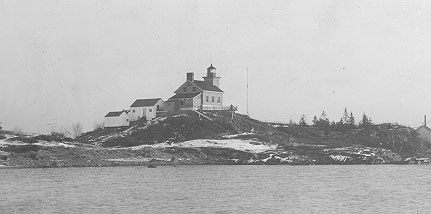
Le phare (photo USCG)
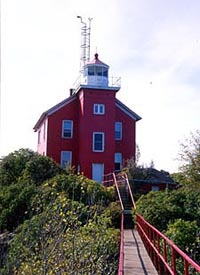
Le phare

### Lien connexe
- Liste des phares au Michigan